# 塞穆爾·瓦利斯
塞穆爾·瓦利斯（Samuel Wallis，1728年4月23日—1795年1月21日）是一位英國海軍軍官，出生於康瓦爾郡。1766年，塞穆爾·瓦利斯指揮海豚號出航環繞世界，在1767年發現了南太平洋島嶼大溪地以及瓦利斯島，兩者現今皆為法國屬地。塞穆爾·瓦利斯於1768年返回英國。

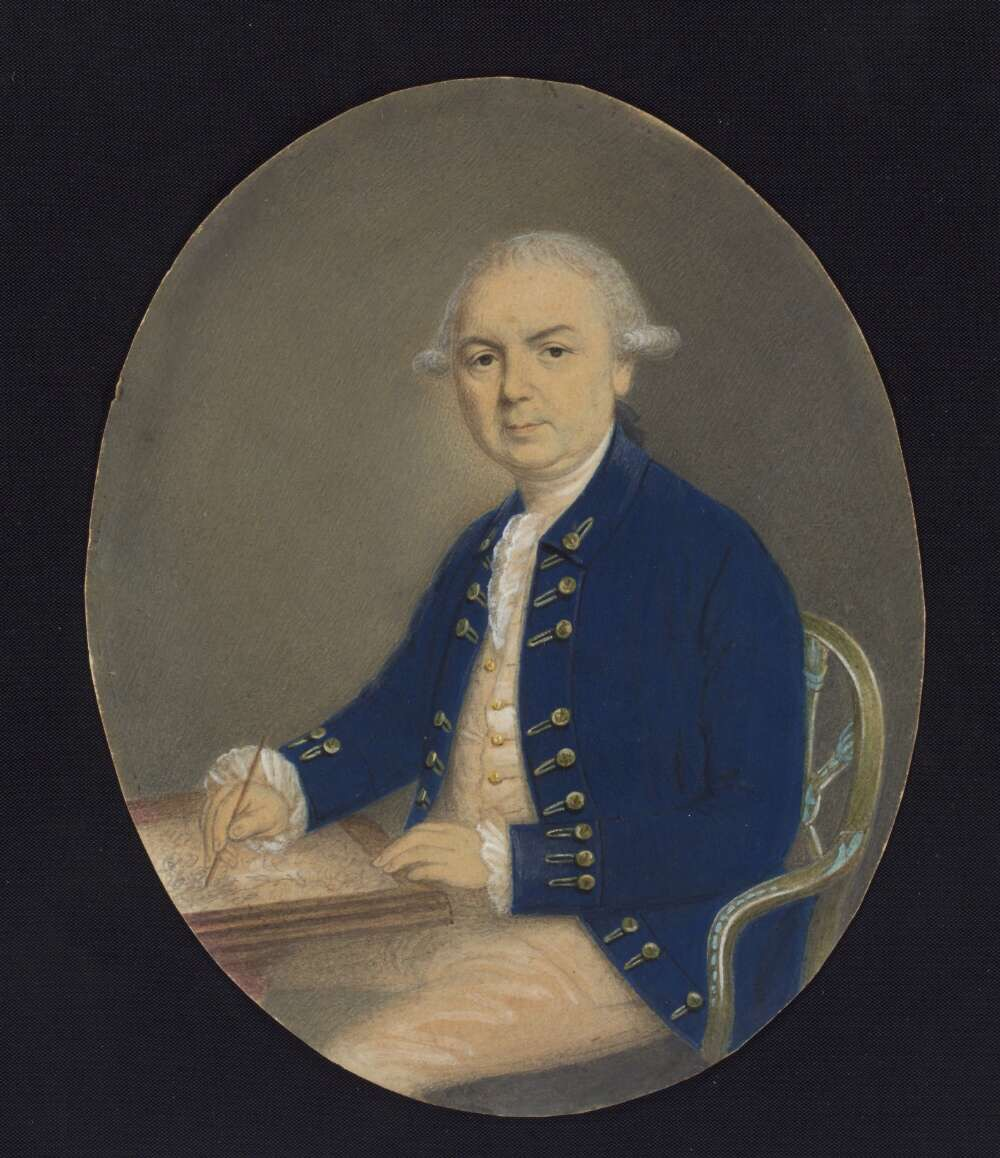
塞穆爾·瓦利斯